# Francisco Rafael de Melo Rego
Francisco Rafael de Melo Rego (? — 1904) foi um militar e político brasileiro.
Tornou-se praça no Exército no dia 8 de agosto de 1842, passou a alferes em 23 de julho de 1844 e recebeu posteriormente os diplomas de engenheiro militar e bacharel em matemática e ciências físicas. Seguiu carreira até alcançar a patente marechal de campo em fevereiro de 1890. Foi presidente da província de Mato Grosso, nomeado por carta imperial de 12 de setembro de 1887, de 16 de novembro de 1887 a 16 de fevereiro de 1889. Foi eleito deputado federal por Mato Grosso para a legislatura 1897-1899. Autor do livro Rebellião Praieira - Página de Occasião (1899)